# Babin Potok (Prokuplje)
Pour les articles homonymes, voir Babin Potok.
Babin Potok (en serbe cyrillique : Бабин Поток) est un village de Serbie situé dans la municipalité de Prokuplje, district de Toplica. Au recensement de 2011, il comptait 617 habitants.

## Démographie
| 1948 | 1953 | 1961 | 1971 | 1981 | 1991 | 2002 | 2011 |
| ---- | ---- | ---- | ---- | ---- | ---- | ---- | ---- |
| 536  | 594  | 633  | 645  | 655  | 686  | 674  | 617  |

|  |